# Merzsán-tó
A Merzsán-tó a Szentendrei-sziget déli részén, Szigetmonostoron helyezkedett el. A Fővárosi Vízművek dúsítójaként üzemelt. Élővilága különleges volt: előfordult itt a kis kócsag, szürke gém, jégmadár, nagy kócsag, fekete gólya, fehér gólya, vízityúk, szárcsa és a környéken gyurgyalagok is, és hatalmas madárvonulási pihenőhelyként szolgált, illetve növény- és halélővilága is meglehetősen nagy volt. Lecsapolására 2005-ben került sor, mert az M0 építésének következtében Szigetmonostor a Megyeri hídról lejárót és egy, a 11-es úttal összekötő hidat szeretett volna, ami a Merzsán-tavon haladt volna keresztül. A lejáró és a kisebb híd nem valósult meg környezetvédelmi okok miatt, hiszen a tó környékén rengeteg gazdag élővilágú védett terület van, de a tavat lecsapolták, és a benne lévő halakat a Dunába engedték. A kiszáradt meder előtt kerítést hoztak létre, a szigeten addig lehet dél felé menni. A lecsapolás rövid ideig tartott, hiszen a Merzsán-tó mesterséges vízutánpótlással maradt fent egy ideig, magától kiszáradt volna. Ma a Merzsán-tó területe füves, csak egy-egy száraz fa utal a hajdani tóra. A tó megszűnése után a madarak kedvenc élőhelye a szigeten az árvalányhajas homokbuckák, a telepített fenyvesek és az ártéri ligeterdők lettek.